# Кадлинский, Феликс
Феликс Кадлинский (чеш. Felix Kadlinský; 13 ноября 1613, Горшовски-Тин Богемия (ныне Пльзеньский край Чехия) — 18 октября 1675, Угерске-Градиште, Моравия (ныне Моравская Словакия) — чешский писатель и поэт, переводчик с немецкого языка эпохи барокко, иезуит, педагог, профессор богословия и естественных наук.

## Творчество
Феликс Кадлинский перевёл множество церковных текстов. Его работы часто носят идиллический характер и приукрашают факты.

## Избранные работы
- Zrcadlo bolestné Matky Boží Panny Marie (1665, Зеркало печальной Девы Марии Пресвятой Богородицы — произведение, посвящённое Деве Марии)
- Жизнь и слава святого Вацлава
- Žiwot Swaté Lidmili Rodičky, Mučedlnjce, A Patronky Cžeské, Dwogj sláwau, totiž Zemskau a Nebeskau ozdobený (1701, Жизнь святой Людмилы…)
- Pokladnice duchovní (Сокровищница духовности — о медитации и размышления).
- Zdoroslavíček v kratochvilném hájíčku postavený (переведённый сборник песен «Trutznachtigall» немецкого иезуита Фридриха фон Шпее. Одна из самых выдающихся работ Ф. Кадлинского. В сборник входят песни о природе и религии).